# 예산 향천사 괘불도 및 오여래·사보살·팔금강도
예산 향천사 괘불도 및 오여래·사보살·팔금강도는 대한민국 충청남도 예산군 예산읍 향천사에 있는 일제강점기의 불화이다. 2014년 10월 29일 대한민국의 국가등록문화재 제627호로 지정되었다.

## 개요
19세기후반〜20세기전반 마곡사를 중심으로 활동했던 계룡산화파의 대표화승인 금호당 약효와 그 제자들이 함께 1924년에 제작한 것으로, 괘불도를 비롯하여 영산재 때 사용되던 오여래도와 사보살도, 팔금강도 등 18점의 도량장엄형 불화가 모두 남아있어 20세기 초반 불교의식의 모습을 살펴볼 수 있는 중요한 작품이다.
입체감을 표현하기 위해 음영법을 사용하고 기존의 불화와 차별화시킨 문양을 도안화하는 등 시대적 영향이 보여 근대기 불교문화재로의 가치가 있다. 특히 오여래・사보살・팔금강도는 모든 구성이 완전히 남아있는 흔치 않은 예로 보존할 가치가 있다.

## 참고 자료
- 예산 향천사 괘불도 및 오여래·사보살·팔금강도 - 국가유산청 국가유산포털